# JWM
JWM（Joe's Window Manager）是一个轻量级的X窗口系统的堆叠式窗口管理器，由Joe Wingbermuehle写成。JWM是用C语言编写并极小化的只使用Xlib。配置是通过编辑一个XML文件来完成的；图形配置不需要也不提供。
提供了把下列功能作为编译时间选项的支持：
- PNG、JPG和XPM图标
- Xft
- Xinerama
- FriBidi
- Shape extension

它提供了类似Windows 98的界面并支持一些GNOME、Motif和扩展窗口管理器提示。
JWM在Damn Small Linux版本4.x、Puppy Linux和SliTaz GNU/Linux（< 2.0）中被用作缺省的窗口管理器。它也用在某一版本的Manjaro Linux中。
JWM的作者Joe不是JOE的作者。

## 引用
1. ↑  . 2022年10月22日  [2024年2月14日].
2. ↑  .   [18 December 2015]. （原始内容存档于2017-12-03）.

- Hagen Höpfner (August 2005) Simple AND Light. JWM Window Manager, Linux Magazine, issue 57, pp. 80–82